# Коршачина
Коршачина (укр. Коршачина) — село,
Коршачинский сельский совет,
Белопольский район,
Сумская область,
Украина.
Код КОАТУУ — 5920684401. Население по переписи 2001 года составляло 499 человек . На начало 2025 года в селе зарегистрировано 317 человек.
Является административным центром Коршачинского сельского совета, в который, кроме того, входят сёла
Зеленое,
Синяк и
посёлок Амбары.

## Географическое положение
Село Коршачина находится на берегу безымянной речушки, которая через 4 км впадает в реку Вир,
ниже по течению на расстоянии в 1,5 км расположено село Беланы.
На речушке несколько больших запруд.
На расстоянии в 1,5 км проходит железная дорога, станция Амбары.
В 2,5 км проходит автомобильная дорога Т-1908.

## История
- Село основано в середине XIX века.

## Экономика
- ООО Агрофирма «Коршачинское».